# Stružnice
Stružnice (en allemand : Straußnitz) est une commune du district de Česká Lípa, dans la région de Liberec, en République tchèque. Sa population s'élevait à 984 habitants en 2021.

## Géographie
Stružnice est arrosée par la Ploučnice, un affluent de l'Elbe, et se trouve à 7 km au nord-ouest de Česká Lípa, à 44 km à l'ouest-sud-ouest de Liberec et à 70 km au nord de Prague.
La commune est limitée par Žandov et Volfartice au nord et à l'est, par Horní Libchava et Česká Lípa à l'est, par Kvítkov, Kozly et Stvolínky au sud, et par Kravaře, Žandov et Horní Police à l'ouest.

## Histoire
La première mention écrite du village date de 1281.

## Administration
La commune se compose de quatre quartiers :
- Bořetín
- Jezvé
- Stráž u České Lípy
- Stružnice

## Transports
Par la route, Stružnice se trouve à 7 km de Česká Lípa, à 57 km de Liberec et à 97 km de Prague.